# Puchar Narodów Pacyfiku 2009
Puchar Narodów Pacyfiku 2009 – czwarta edycja corocznego turnieju organizowanego pod auspicjami IRB dla drużyn z regionu Pacyfiku. Turniej odbył się pomiędzy 12 czerwca a 3 lipca 2009 roku i wzięło w nim udział pięć reprezentacji.

## Informacje ogólne
Pięć uczestniczących zespołów rywalizowało systemem kołowym, a jedynie pierwsze dwa mecze rozegrano poza Fidżi. Zwycięzca meczu zyskiwał cztery punkty, za remis przysługiwały dwa punkty, porażka nie była punktowana, a zdobycie przynajmniej czterech przyłożeń lub przegrana nie więcej niż siedmioma punktami premiowana była natomiast punktem bonusowym. Sędziowie zawodów.
W turnieju niepokonany okazał się zespół Junior All Blacks, który po rocznej przerwie powrócił do tych zawodów. Najwięcej przyłożeń zdobył przedstawiciel zwycięzców Hosea Gear, który triumfował też w kategorii przyłożeń. IRB opublikowała następnie podsumowanie statystyczno-analityczne tej edycji.

## Mecze

### Runda 1
| 12 czerwca 200916:00 | Samoa                           | 16:17 | Junior All Blacks                     | Apia Park, Apia Sędzia: Dave Pearson |
| 12 czerwca 200916:00 | Williams 11 (P 2K) Lauina 5 (P) | 16:17 | Gear 5 (P) Slade 7 (2pd K) Dagg 5 (P) | Apia Park, Apia Sędzia: Dave Pearson |

| 13 czerwca 200912:00 | Tonga                                                     | 22:36 | Fidżi                                                                          | Teufaiva Sport Stadium, Nukuʻalofa Sędzia: Nathan Pearce |
| 13 czerwca 200912:00 | Fatafehi 5 (P) Halaifonua 7 (2pd K) Toke 5 (P) Lilo 5 (P) | 22:36 | Nagusa 10 (2P) Seuseu 5 (P) Maravunwasawasa 11 (4pd K) Vuli 5 (P) Noilea 5 (P) | Teufaiva Sport Stadium, Nukuʻalofa Sędzia: Nathan Pearce |
| 13 czerwca 200912:00 | Dewes                                                     | 22:36 |                                                                                | Teufaiva Sport Stadium, Nukuʻalofa Sędzia: Nathan Pearce |

### Runda 2
| 18 czerwca 200912:10 | Japonia                                       | 15:34 | Samoa | Lawaqa Park, Sigatoka Sędzia: Nathan Pearce |
| 18 czerwca 200912:10 | Nicholas 5 (pd K) Tarrant 5 (P) Onozawa 5 (P) | 15:34 | Williams 4 (2pd) Lauina 5 (P) Va'a 5 (P) Tagicakibau 5 (P) Schwalger 5 (P) Sititi 5 (P) 1 karne przyłożenie | Lawaqa Park, Sigatoka Sędzia: Nathan Pearce |

| 18 czerwca 200915:10 | Junior All Blacks                                                                                            | 45:17 | Fidżi                                                    | Churchill Park, Lautoka Sędzia: Romain Poite |
| 18 czerwca 200915:10 | Gear 10 (2P) Slade 2 (pd) Brett 8 (4pd) Donnelly 5 (P) Ellison 5 (P) Tuitavake 5 (P) Lowe 5 (P) Ranger 5 (P) | 45:17 | Tani 2 (pd) Kenatale 5 (P) Matadigo 5 (P) Keresoni 5 (P) | Churchill Park, Lautoka Sędzia: Romain Poite |
| 18 czerwca 200915:10 | Ellison | 45:17 |                                                          | Churchill Park, Lautoka Sędzia: Romain Poite |

### Runda 3
| 23 czerwca 200912:10 | Samoa                                                                     | 27:13 | Tonga                        | Churchill Park, Lautoka Sędzia: Romain Poite |
| 23 czerwca 200912:10 | Williams 8 (P K) Tagicakibau 5 (P) Anufe 4 (2pd) Stowers 5 (P) Polu 5 (P) | 27:13 | Hola 8 (pd 2K) Kaufusi 5 (P) | Churchill Park, Lautoka Sędzia: Romain Poite |

| 23 czerwca 200915:10 | Japonia                                              | 21:52 | Junior All Blacks                                                                   | Churchill Park, Lautoka Sędzia: Jonathan Kaplan |
| 23 czerwca 200915:10 | Nicholas 6 (3pd) Tarrant 5 (P) Ono 5 (P) Taira 5 (P) | 21:52 | Gear 10 (2P) Slade 15 (P 5pd) Brett 2 (pd) Vito 10 (2P) Clarke 5 (P) Lauaki 10 (2P) | Churchill Park, Lautoka Sędzia: Jonathan Kaplan |
| 23 czerwca 200915:10 | Schwalger                                            | 21:52 |                                                                                     | Churchill Park, Lautoka Sędzia: Jonathan Kaplan |

### Runda 4
| 27 czerwca 200912:10 | Tonga                                                 | 19:21 | Japonia                                       | Churchill Park, Lautoka Sędzia: Romain Poite |
| 27 czerwca 200912:10 | Vaka 5 (P) Ma'asi 5 (P) Halaifonua 5 (P) Hola 4 (2pd) | 19:21 | Webb 10 (2P) Arlidge 6 (2K) Nicholas 5 (pd K) | Churchill Park, Lautoka Sędzia: Romain Poite |
| 27 czerwca 200912:10 | Afu                                                   | 19:21 |                                               | Churchill Park, Lautoka Sędzia: Romain Poite |

| 27 czerwca 200915:10 | Samoa                            | 14:19 | Fidżi                       | Churchill Park, Lautoka Sędzia: Jonathan Kaplan |
| 27 czerwca 200915:10 | Treviranus 5 (P) Williams 9 (3K) | 14:19 | Goneva 5 (P) Bai 14 (pd 4K) | Churchill Park, Lautoka Sędzia: Jonathan Kaplan |
| 27 czerwca 200915:10 | Saukawa                          | 14:19 |                             | Churchill Park, Lautoka Sędzia: Jonathan Kaplan |

### Runda 5
| 2 lipca 200915:10 | Tonga                                                      | 25:47 | Junior All Blacks                                                                               | Stadion Narodowy, Suva Sędzia: Dave Pearson |
| 2 lipca 200915:10 | Hola 10 (2pd 2K) Kaufusi 5 (P) Kauhenga 5 (P) Malupo 5 (P) | 25:47 | Gear 15 (3P) Slade 6 (3pd) Brett 6 (3pd) Ranger 5 (P) Lauaki 5 (P) Mathewson 5 (P) Fruean 5 (P) | Stadion Narodowy, Suva Sędzia: Dave Pearson |
| 2 lipca 200915:10 | Fangupo · Malupo                                           | 25:47 |                                                                                                 | Stadion Narodowy, Suva Sędzia: Dave Pearson |

| 3 lipca 200915:10 | Fidżi                                                             | 40:39 | Japonia                                                                    | Stadion Narodowy, Suva Sędzia: Jonathan Kaplan |
| 3 lipca 200915:10 | Bai 20 (4pd 4K) Ranuku 5 (P) Goneva 5 (P) Ledua 5 (P) Talei 5 (P) | 40:39 | Nicholas 14 (4pd 2K) Tarrant 5 (P) Taufa 5 (P) Aoki 5 (P) Kikutani 10 (2P) | Stadion Narodowy, Suva Sędzia: Jonathan Kaplan |